# Meridiano 97 W
O meridiano 97 W é um meridiano que, partindo do Polo Norte, atravessa o Oceano Ártico, América do Norte, Golfo do México, Oceano Pacífico, Oceano Antártico, Antártida e chega ao Polo Sul. Forma um círculo máximo com o Meridiano 83 E.
Começando no Polo Norte, o meridiano 97º Oeste tem os seguintes cruzamentos:
| País, território ou mar | Notas |
| ----------------------- | --- |
| Oceano Ártico           | Passa a oeste da Ilha Axel Heiberg, Nunavut, Canadá · Passa a leste das Ilhas Fay, Nunavut, Canadá |
| Canadá                  | Ilha Amund Ringnes, Nunavut |
| Mar sem designação      | Passa a leste da Ilha Crescent, Nunavut, Canadá |
| Canadá                  | Ilha Pioneer, Nunavut |
| Estreito de Penny       | Passa a leste da Ilha Spit, Nunavut, Canadá > Passa a oeste da Ilha de Devon, Nunavut, Canadá · Passa a leste da Ilha John Barrow, Nunavut, Canadá · Passa a leste da Ilha Hyde Parker, Nunavut, Canadá |
| Canal Queens            | Passa a oeste da Ilha Des Voeux, Nunavut, Canadá · Passa a oeste da Ilha Milne, Nunavut, Canadá |
| Canadá                  | Ilha Little Cornwallis, Nunavut |
| McDougall Sound         | Passa a leste da Ilha Truro, Nunavut, Canadá |
| Canal de Parry          | |
| Canadá                  | Ilha Príncipe de Gales, Nunavut |
| Peel Sound              | |
| Canadá                  | Ilha Vivian Island e Ilha Prescott, Nunavut |
| Baía de Browne          | Passa a oeste da Ilha Pandora, Nunavut, Canadá |
| Baía de Young           | |
| Canadá                  | Ilha Príncipe de Gales e Ilha Hobday, Nunavut |
| Estreito de Franklin    | |
| Larsen Sound            | |
| Estreito de James Ross  | Passa a leste das Ilhas Clarence, Nunavut, Canadá |
| Canadá                  | Ilha do Rei Guilherme, Nunavut |
| Estreito de Simpson     | |
| Canadá                  | Nunavut Manitoba - passa no Lago Winnipeg |
| Estados Unidos          | Minnesota Dakota do Norte Dakota do Sul Nebraska Kansas Oklahoma Texas - parte continental e Ilha San José                                                                                              |
| Golfo do México         | |
| México                  | Veracruz Puebla Veracruz Puebla Oaxaca |
| Oceano Pacífico         | |
| Oceano Antártico        | |
| Antártida               | Território não reclamado |